# Continental Basketball Association 2001-2002
La stagione CBA 2001-2002 fu la 56ª della Continental Basketball Association. Parteciparono 8 squadre divise in due gironi. La lega riprese le operazioni dopo il fallimento durante la stagione precedente, a seguito di una fusione tra IBA e IBL.
Il formato dei play-off fu particolare: dopo le finali di conference al meglio delle 5 partite, la finale venne disputata in gara unica per motivi economici.

## Squadre partecipanti
- Dakota Wizards
- Fargo-Moor. Beez
- Flint Fuze
- Gary Steelheads
- Gr. Rapids Hoops
- Rockford Lightning
- Saskatc. Hawks
- S. Falls Skyforce

## Classifiche

### American Conference
| Squadra              | V  | P  | QW    | PTS   |
| -------------------- | -- | -- | ----- | ----- |
| Rockford Lightning   | 31 | 25 | 120,5 | 213,5 |
| Sioux Falls Skyforce | 33 | 23 | 114,5 | 213,5 |
| Grand Rapids Hoops   | 30 | 26 | 114,0 | 204,0 |
| Gary Steelheads      | 22 | 34 | 100,0 | 166,0 |

### National Conference
| Squadra             | V  | P  | QW   | PTS   |
| ------------------- | -- | -- | ---- | ----- |
| Dakota Wizards      | 26 | 14 | 95,0 | 173,0 |
| Fargo-Moorhead Beez | 25 | 15 | 80,5 | 155,5 |
| Flint Fuze          | 17 | 23 | 77,5 | 128,5 |
| Saskatchewan Hawks  | 8  | 32 | 66,0 | 90,0  |

## Play-off

### Finali di conference
| 26 marzo 2002 | Dakota Wizards | 99 – 98 (d.1t.s.) | Fargo-Moorhead Beez |  |

| 27 marzo 2002 | Dakota Wizards | 108 – 107 | Fargo-Moorhead Beez |  |

| 29 marzo 2002 | Dakota Wizards | 113 – 101 | Fargo-Moorhead Beez |  |

| Rockford 28 marzo 2002                                    | Rockford Lightning | 87 – 95   | Sioux Falls Skyforce | Rockford MetroCentre |
| \| \| \| \| \| Hall, Weathers 20 \| Punti \| 23 Thomas \| |                    |           |                      |                      |
|                                                           |                    |           |                      |                      |
| Hall, Weathers 20                                         | Punti              | 23 Thomas |                      |                      |

| Rockford 30 marzo 2002                            | Rockford Lightning | 110 – 106 (38-34, 62-53, 88-83) | Sioux Falls Skyforce | Rockford MetroCentre |
| \| \| \| \| \| McClure 23 \| Punti \| 24 James \| |                    |                                 |                      |                      |
|                                                   |                    |                                 |                      |                      |
| McClure 23                                        | Punti              | 24 James                        |                      |                      |

| Sioux Falls 31 marzo 2002               | Sioux Falls Skyforce | 89 – 92 | Rockford Lightning | Sioux Falls Arena (2.356 spett.) |
| \| \| \| \| \| Taylor 24 \| Punti \| \| |                      |         |                    |                                  |
|                                         |                      |         |                    |                                  |
| Taylor 24                               | Punti                |         |                    |                                  |

| Sioux Falls 2 aprile 2002             | Sioux Falls Skyforce | 93 – 104 (?, ?, 78-77) | Rockford Lightning | Sioux Falls Arena (3.425 spett.) |
| \| \| \| \| \| \| Punti \| 23 Shaw \| |                      |                        |                    |                                  |
|                                       |                      |                        |                    |                                  |
|                                       | Punti                | 23 Shaw                |                    |                                  |

### Finale CBA
| Rockford 6 aprile 2002, ore 19:35                  | Rockford Lightning | 109 – 116 (33-33, 59-59, 81-84) | Dakota Wizards | Rockford MetroCentre (7.201 spett.) |
| \| \| \| \| \| Simpkins 32 \| Punti \| 24 Simon \| |                    |                                 |                |                                     |
|                                                    |                    |                                 |                |                                     |
| Simpkins 32                                        | Punti              | 24 Simon                        |                |                                     |

### Tabellone
|  | Finali di conference | Finali di conference | Finali di conference |        |          | Finale CBA | Finale CBA | Finale CBA |  |
|  |                      |                      |                      |        |          |            |            |            |  |
|  | 1A                   | Rockford             | 3                    |        |          |            |            |            |  |
|  | 1A                   | Rockford             | 3                    |        |          |            |            |            |  |
|  | 2A                   | Sioux Falls          | 1                    |        |          |            |            |            |  |
|  | 2A                   | Sioux Falls          | 1                    |        | Rockford | Rockford   | 0          |            |  |
|  |                      |                      |                      |        | Rockford | Rockford   | 0          |            |  |
|  |                      |                      | Dakota               | Dakota | 1        |            |            |            |  |
|  | 2N                   | Fargo-Moorhead       | Dakota               | Dakota | 1        | 0          |            |            |  |
|  | 2N                   | Fargo-Moorhead       |                      |        |          |            |            |            |  |
|  | 1N                   | Dakota               | 3                    |        |          |            |            |            |  |

## Vincitore
| Campione CBA 2002          |
| -------------------------- |
| Dakota Wizards (1º titolo) |

## Statistiche
| Categoria             | Giocatore       | Squadra              | Stat |
| --------------------- | --------------- | -------------------- | ---- |
| Punti per gara        | Sean Colson     | Grand Rapids Hoops   | 23,7 |
| Rimbalzi per gara     | Dickey Simpkins | Rockford Lightning   | 11,9 |
| Assist per gara       | Sean Colson     | Grand Rapids Hoops   | 7,9  |
| Palle rubate per gara | Kevin Rice      | Dakota Wizards       | 2,7  |
| Stoppate per gara     | Johnny Tyson    | Sioux Falls Skyforce | 2,0  |
| FG%                   | Shawn Daniels   | Dakota Wizards       | 61,3 |
| FT%                   | Miles Simon     | Dakota Wizards       | 91,8 |
| 3FG%                  | Gerald Brown    | Gary Steelheads      | 51,4 |

## Premi CBA
- CBA Most Valuable Player: Miles Simon, Dakota Wizards
- CBA Coach of the Year: Dave Joerger, Dakota Wizards
- CBA Defensive Player of the Year: Willie Murdaugh, Saskatchewan Hawks
- CBA Newcomer of the Year: Miles Simon, Dakota Wizards
- CBA Rookie of the Year: Kenneth Inge, Rockford Lightning
- CBA Playoff MVP: Miles Simon, Dakota Wizards
- All-CBA First Team:[9]
  - Miles Simon, Dakota Wizards
  - Sean Colson, Grand Rapids Hoops
  - Jeff Sanders, Rockford Lightning
  - Ruben Nembhard, Fargo-Moorhead Beez
  - James Collins, Grand Rapids Hoops
- All-CBA Second Team:
  - Terquin Mott, Grand Rapids Hoops
  - Leon Smith, Gary Steelheads
  - Willie Murdaugh, Saskatchewan Hawks
  - Randy Livingston, Sioux Falls Skyforce
  - Antonio Smith, Grand Rapids Hoops
- CBA All-Defensive First Team:
  - Willie Murdaugh, Saskatchewan Hawks
  - Michael Johnson, Dakota Wizards
  - Ken Johnson, Dakota Wizards
  - Kevin Rice, Dakota Wizards
  - Antonio Smith, Grand Rapids Hoops
- CBA All-Rookie First Team:
  - Kenneth Inge, Rockford Lightning
  - Ken Johnson, Dakota Wizards
  - Sean Lampley, Saskatchewan Hawks
  - DeSean Hadley, Flint Fuze
  - Shawn Daniels, Dakota Wizards